# Ocotea multinervis
Ocotea multinervis är en lagerväxtart som beskrevs av Van der Werff. Ocotea multinervis ingår i släktet Ocotea och familjen lagerväxter. Inga underarter finns listade i Catalogue of Life.